# The Dreaming
『The Dreaming』（日本語訳題名：『ドリーミング 〜夢幻学園〜』）は、クイーニー・チャン (Queenie Chan) のOELマンガ作品。全3巻。発行はTOKYOPOP。日本語訳版は電子書籍として配信。

## 概要
オーストラリアの全寮制学園を舞台に繰り広げられるサスペンスホラー少女漫画。
第1巻は2005年12月刊行、第2巻は2006年11月刊行、第3巻は2007年12月刊行。
2008年、TOKYOPOPは同社作品のノヴェライズ担当の新人作家の登竜門として、本作の世界観を基にした短編小説を公募するThe Rising Stars of Prose: The Dreaming competitionを開催した。

## あらすじ
オーストラリアの広大な森の中に建つ全寮制学校・グリニッジ学園に転校して来た双子の姉妹、アンバーとジーニー。その学園には双子に関する恐ろしい言い伝えがあった。封印された開かずの間。学園内の其処此処に飾られた不気味な絵。幾人もの失踪者を出したという深い森に関する噂を聞かされた姉妹は、ヴィクトリア朝の衣装を着た少女達の殺人儀式の悪夢を見る。
ある夜、双子はクラスメイトの少女達のパジャマパーティで降霊会に参加。ジーニーと友人のミリーは、鏡ゲームで「メアリ・スペクター」に呼びかける。その夜を境に体調を崩したミリーとアンバー。そしてミリーは数日後に失踪、死体で発見される。
次第に体調を崩し異様な言動をとるようになるアンバー。ジーニーは学園に隠された秘密を探り始める。教頭の私室の奥に隠されたヴィクトリア朝のドレスと色褪せた双子の写真、そして斧。グリニッジ学園の前身である「メリウェザー女学園」時代に起こった少女達の失踪事件。11年前の女子学生の失踪事件。深い森に潜むというアボリジニの神。そして豪雨により外界と切り離された学園には、次々と異様な事件が起こる。ジーニーはついに開かずの間に侵入するが……。